# Martti Jaatinen
Pour les articles homonymes, voir Jaatinen.
Martti Jaatinen (né le 25 juillet 1928 à Sortavala – décédé le 19 février 2008 à Espoo) est un architecte finlandais.

## Biographie
Après guerre sa famille s'installe à Oulu.
En 1954, Martti Jaatinen reçoit son diplôme d'architecte de l'école supérieure technique d'Helsinki.
Pendant ses études il travaille déjà au cabinet de Viljo Revell. 
De 1958 à 1965, il travaille au Musée de l'architecture finlandaise.
De 1967 à 1991, il est professeur d'architecture de l'école supérieure technique d'Helsinki.
Il a conçu avec son épouse Marjatta Jaatinen le plan d'urbanisme du centre d'Oulu et de nombreux bâtiments.
Leurs conceptions communes diffèrent de l'architecture traditionnelle et ont une personnalité propre.

## Ouvrages
- Église de Kannelmäki, Helsinki, 1968
- Plan de sauvegarde de Käpylä, Helsinki, 1971
- Hall sportif de Kupittaa, 1972, Turku
- Théâtre municipal d'Oulu, 1972
- Bibliothèque municipale d'Oulu, 1981

## Galerie

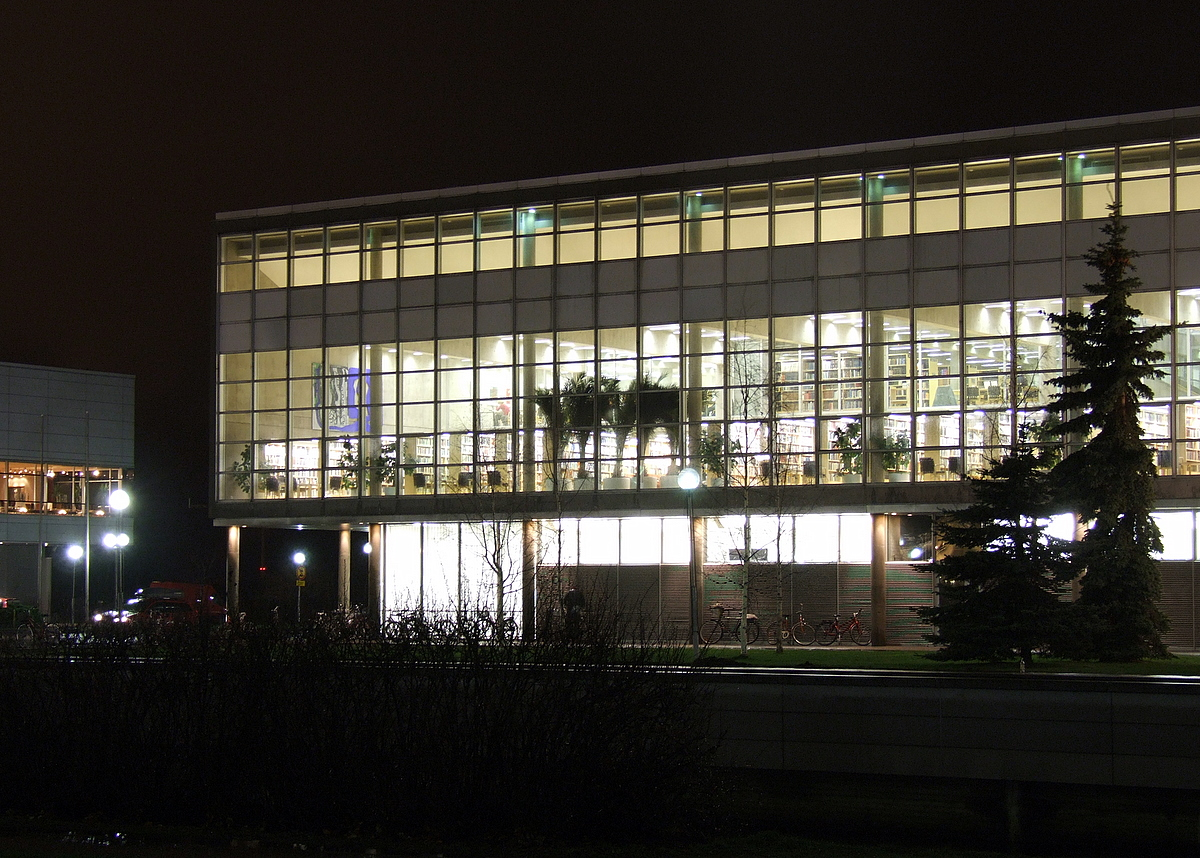
Bibliothèque municipale d'Oulu
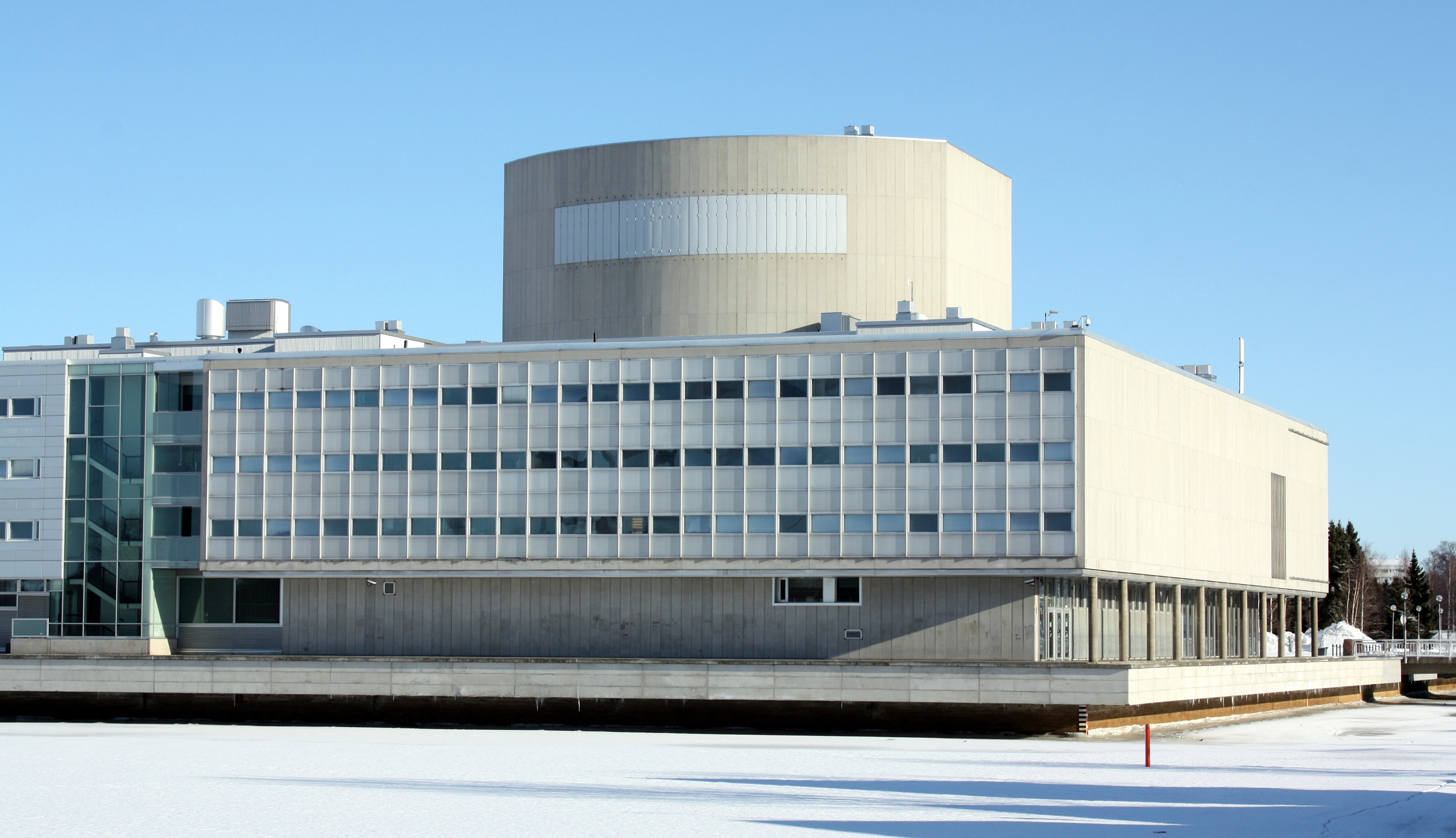
Théâtre municipal d'Oulu
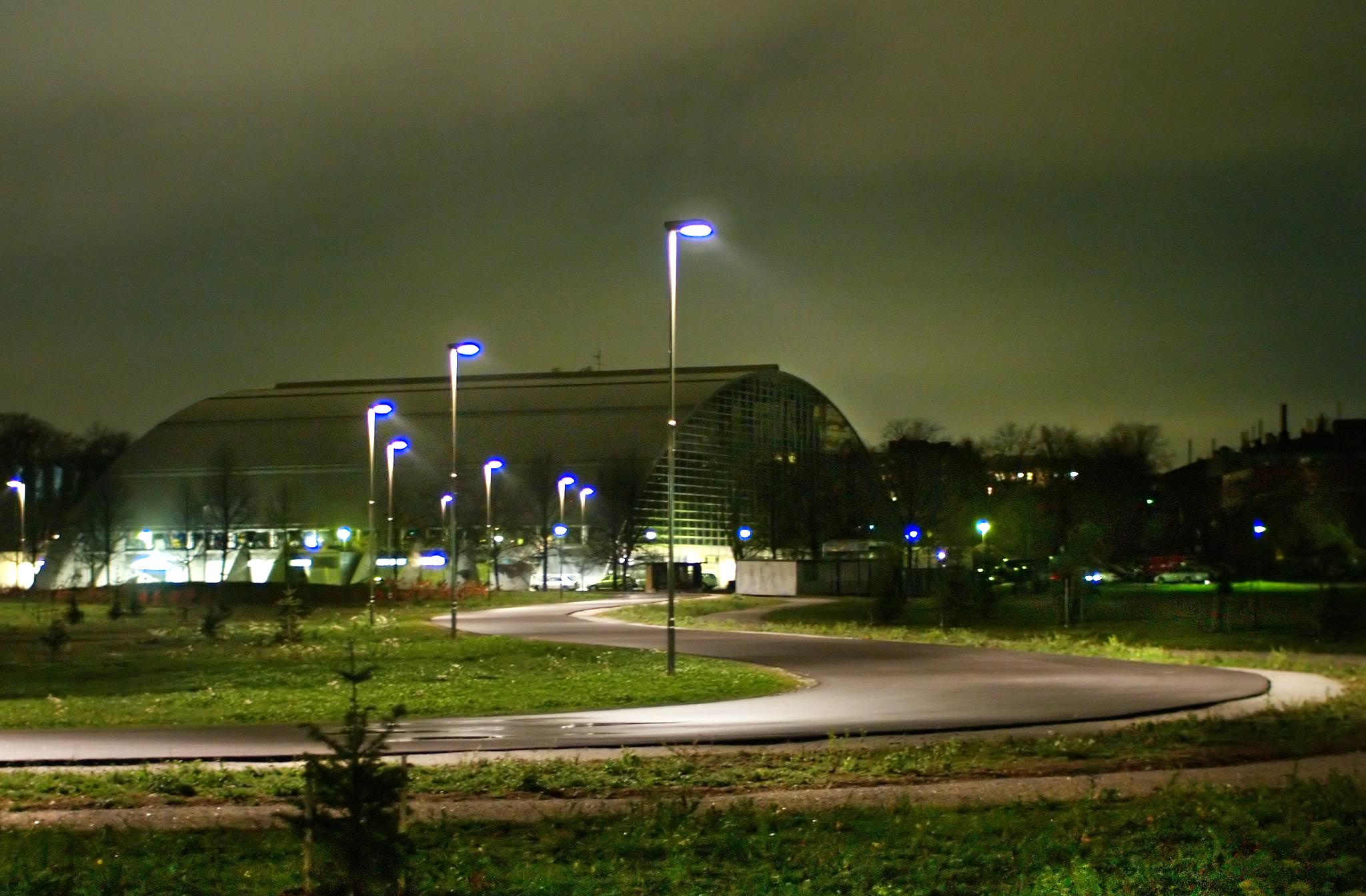
Hall sportif de Kupittaa.
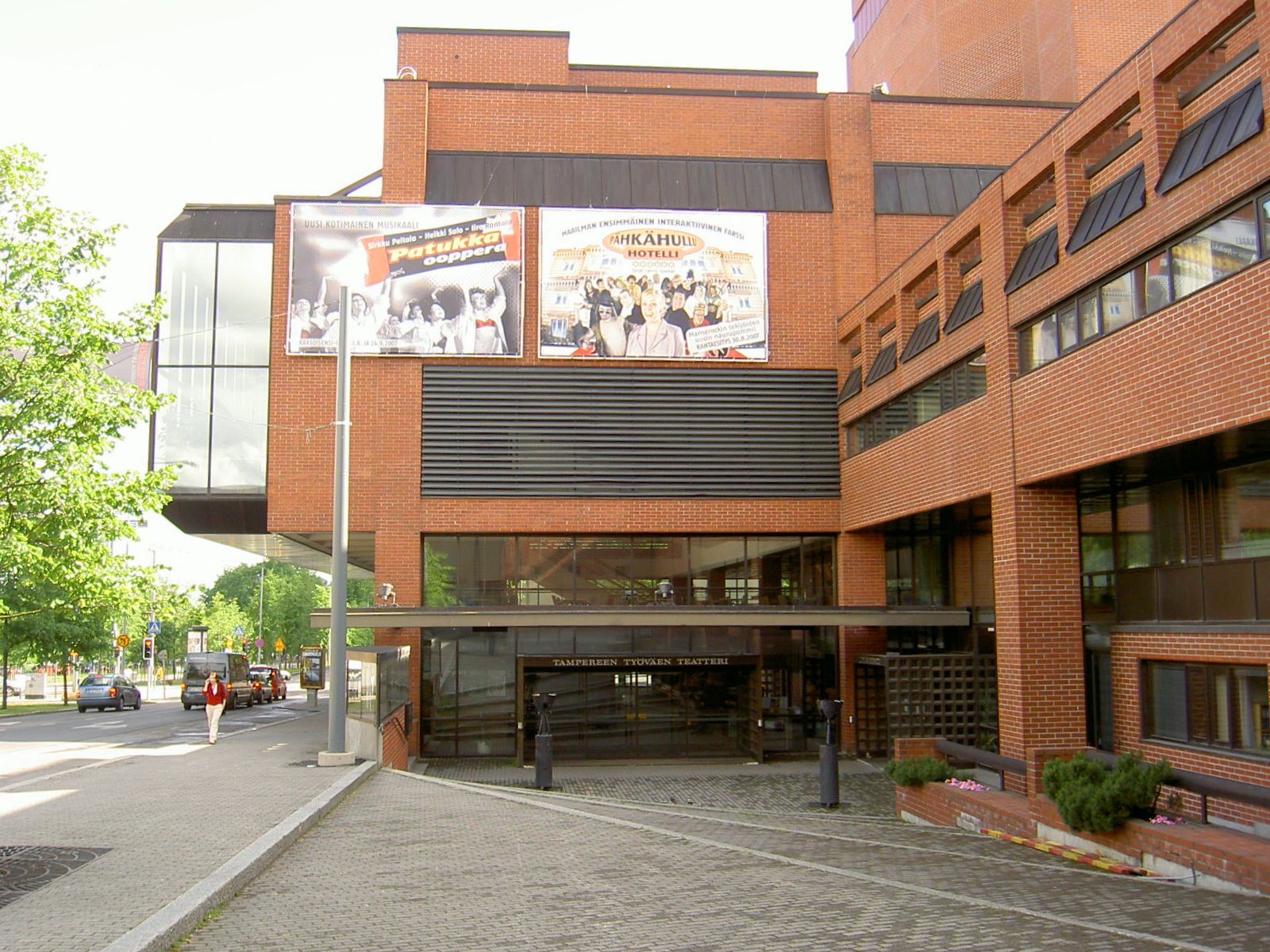
Théâtre des travailleurs de Tampere
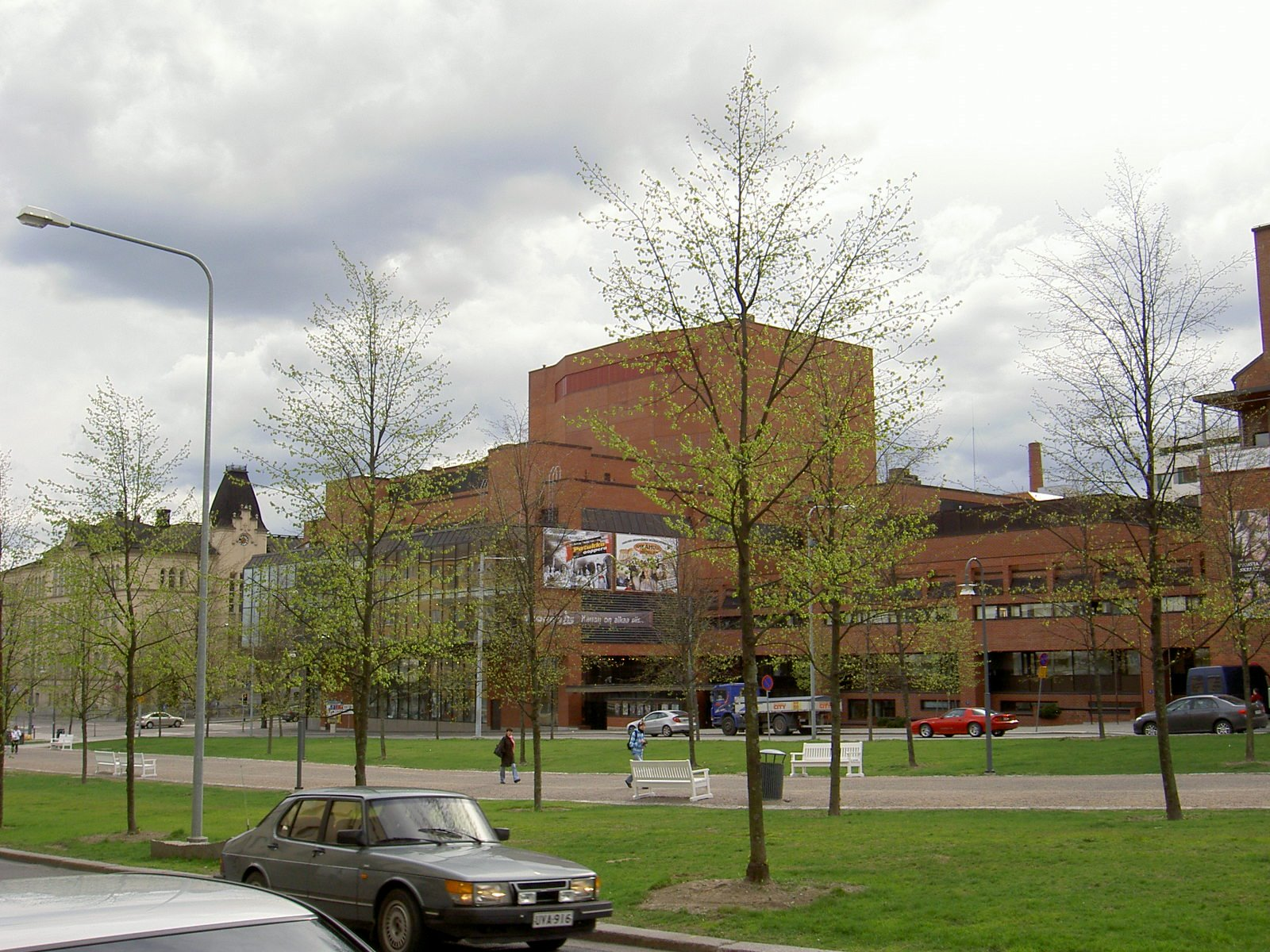
Théâtre des travailleurs de Tampere
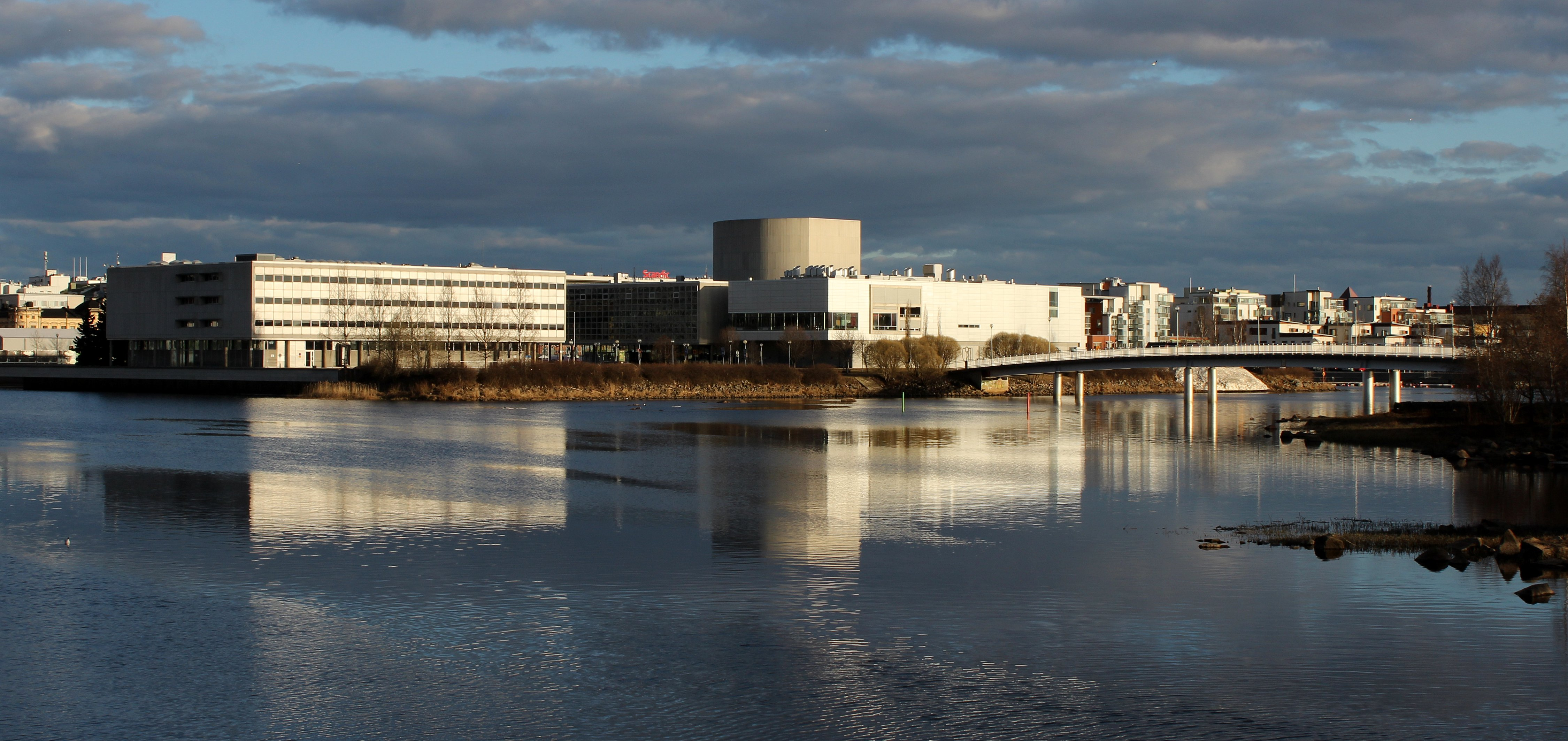
Théâtre municipal d'Oulu et Bibliothèque municipale d'Oulu sur l'île de Vänmanninsaari.
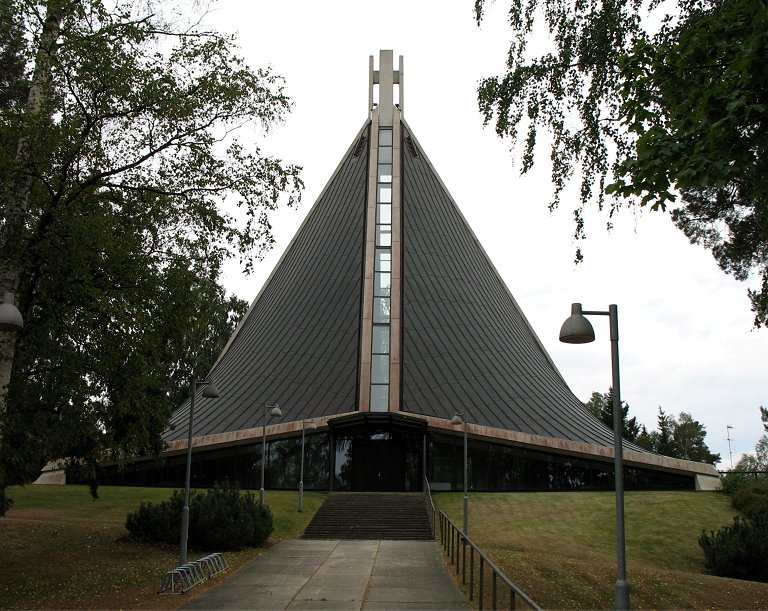
Église de Kannelmäki